# ルノー・ド・モントーバン

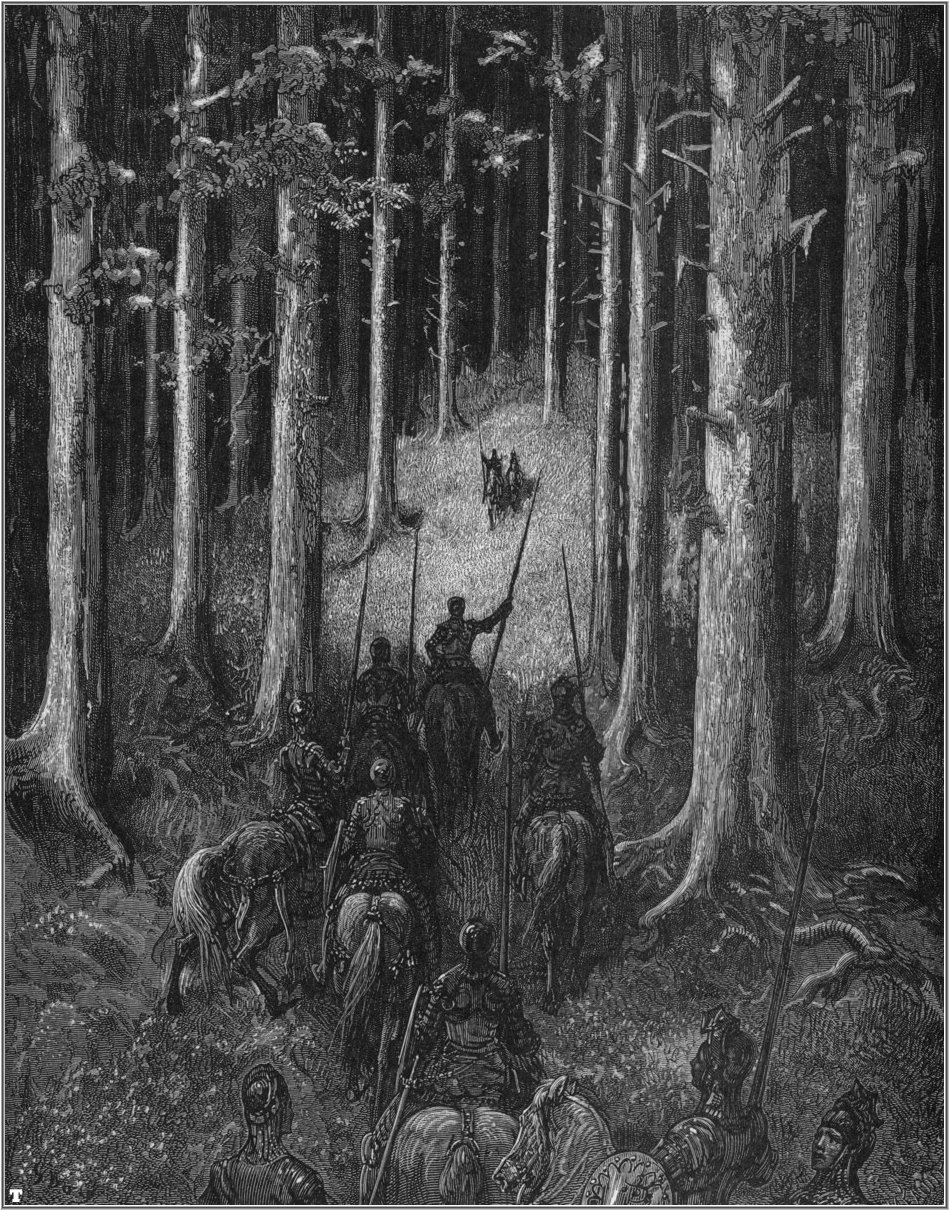
『狂えるオルランド』より、:ルノーたちは乙女と騎士が近づいてくるのを発見する

ルノー・ド・モントーバン（Renaud de Montauban）は、「フランスもの」などに登場する騎士。12世紀フランスの武勲詩、『エイモン公の4人の息子』（Quatre Fils Aymon）などで活躍する。『狂えるオルランド』などのイタリア文学の影響で、日本ではイタリア語名でリナルド（Rinaldo）と呼ばれることが多い。
エイモン公（イタリア語ではアモーネ公）の息子であり、モントーバンに領地を持っているので、ルノー・ド・モントーバン（Renaud de Montauban）と呼ばれる。
従兄弟には魔法使いのモージ（マラジジ）がおり、愛馬バヤールと魔法の剣フロベージュ（イタリア語名はフスベルタ）を所持している。

## 中世とルネサンス期の文献
現存する最も古い文献は、12世紀後半に成立したと考えられている韻文で形成されている武勲詩、『エイモン公の4人の息子』である。これは18,489のアレクサンドランからなるもので武勲詩としても最長のものの一つである。
13世紀以降、これとは別にルノーの物語が作成されて行った。もとの物語とともに、これらは「ルノーの物語群」と呼ばれている。内容としては、従兄弟で魔法使いのモージの若いころ、あるいはマラージの死を題材にしたものなどがある。
14世紀、15世紀にはルノーの武勲詩は散文のものと変化していった。いくつかの版を見たところ、散文になった『エイモン公の4人の息子』は15世紀後半から16世紀半ばころのフランスにおいて最も人気のある騎士物語りだったようである。
ルノーの物語はヨーロッパ中でも成功をおさめた。13世紀の始めにはイギリスでも知られるようになり、散文の版、韻文の版がともに14世紀イタリアで存在していた。ルノーはイタリア・ルネサンス期の叙事詩でも重要な活躍をしており、ルイジ・ブルチの『モルガンテ』（Morgante）、マッテーオ・マリーア・ボイアルドの『恋するオルランド』、ルドヴィーコ・アリオストの『狂えるオルランド』でも重要なキャラクターとして活躍している。

## エイモン公の4人の子ら
物語は、ルノーの父、エイモン公とシャルルマーニュの対立から始まる。かつてシャルルマーニュに反逆したドーン・ド・マイヤンスの息子であるエイモン公は、一族に対する処遇への不満から、シャルルマーニュに反逆する。結局、エイモン公爵は敗れ、シャルルマーニュに降伏する。
うち、エイモン公爵にはルノーを含め4人の息子が生まれた。あるとき、ルノーは口論からシャルルマーニュの甥を殺してしまう。そのため、ルノー達はシャルルマーニュの宮廷から逃げ出すのであるが、これを許さないシャルルマーニュと対立してしまうことになる。途中、ルノーはスペイン王に仕えるなど紆余曲折の末、結局はシャルルマーニュ軍に敗北してしまうのであった。この長期間に渡る戦争の最中でもルノー達はシャルルマーニュがパラディン達の説得を受け入れ、この戦争をやめるまで、変わらぬ忠誠を誓っていたという。
4人の兄弟は、ルノーが十字軍としてパレスチナへ行くこと、バヤールという馬をシャルルマーニュに献上することにより罪を許される。このバヤールは魔法の力をもっており、4人の兄弟をまとめて背負うことができる大きさに変化するという、不思議な力を持っていた。シャルルマーニュはこの魔法の馬に重りを付けた上、川に投げ込むように命令した。しかし、馬は森へと逃げ込んで行くのだった。この後、十字軍の冒険を終えたルノーが帰還してくる。
結局、ルノーは家をすて、ケルンへ向かうことになる。ケルンでルノーは聖ペテロの聖堂を建設する仕事に付く。他人の数倍もの働きをするルノーだが、逆にルノーに腹を立てた怠惰な労働者達に殺害されてしまう。不思議なことに、ルノーの死体は川から浮かび、彼の兄弟達のもとへ向かい戻って行くのだった。
この物語において、シャルルマーニュは復讐心の強い悪役として描かれており、魔法使いのマラジジ（ルノーの従兄弟）に馬鹿にされるシーンも存在する。明らかに作者の同情心は4人の兄弟に向けられているが、最終的に封建的な権威が維持されている。

## 狂えるオルランド
シャルルマーニュのパラディンとして活躍。イタリア語風に「リナルド」と表記されることが普通。ルッジェーロとの恋に苦しむ妹、ブラダマンテの理解ある兄として登場。妹ほどは活躍しない。また、特にシャルルマーニュに反逆するような描写もない。
冒頭で魔法の泉の水を呑んでしまい、オルランドとともにアンジェリカに恋してしまう。それでも、職務放棄甚だしいオルランドと異なり、ルノーは後ろ髪引かれる思いで、スコットランドへ援軍依頼に赴いたりと職務には忠実。
戦闘能力もかなり高く、オルランドに次ぐ腕前。強いだけではなく、騎士道精神にも優れており、スコットランドでは不貞疑惑により処刑されそうになっている女性に対し、「幾人も女性を囲う男はむしろ賞賛されるのに、女性が同じことをした場合、あるいは疑惑を持たれるだけでも処刑される法律は理不尽で改正されるべきだ」と弁護に回り決闘も辞さない（第4歌）。
また、これまで多くの男女を不幸に貶めてきた「不貞な妻を持つ夫には呑むことができない魔法の杯」に対し、「自分は妻を信じるし、そういう人間を疑って試すようなこと自体許されないことだ」（第43歌7～8歌）と発言し、使用を拒否。不幸の連鎖を断ち切っている。

## 書籍
- ハイモンの四人の子ら （図書館刊行） ISBN 4-336-02705-6
『エイモン公と四人の子ら』のドイツ語版。オリジナルとは若干設定が異なる。
- シャルルマーニュ伝説 （講談社） ISBN 978-4-06-159806-5
ルノーらパラディンらの活躍をまとめたもの。